# 凹頜獸屬
凹頜獸屬（學名：Charassognathus）是已滅絕合弓綱的一屬，屬於獸孔目的犬齒獸亞目，是目前已知最基礎的犬齒獸類動物。化石發現於南非北開普省的Teekloof組Hoedemaker段，地質年代為二疊紀晚期的吳家坪階。正模標本（編號SAM-PK-K 10369）是一個頭顱骨、部分下頜、頸椎、肋骨、以及一個後肢。凹頜獸的頭顱骨長6公分，完整身長估計約0.5公尺，是個小型四足掠食動物。凹頜獸目前生存年代最早、最原始的犬齒獸類動物。
模式種是纖細凹頜獸（C. gracilis），是在2007年被敘述、命名。屬名意為「有凹口的下頜」，意指齒骨後緣冠狀突（Coronoid process）的凹痕，這個凹痕可能是下頜收肌（Adductor mandibulae）的附著處。

## 敘述
凹頜獸是種四足肉食性動物。凹頜獸的口鼻部短，長度短於頭顱骨的一半。隔頜骨（Septomaxilla）有長面突，類似獸頭亞目，顯示凹頜獸的演化位置接近犬齒獸類、獸頭類的最近共同祖先。除了這兩個特徵以外，凹頜獸的頭部相當類似犬齒獸類。

## 外部連結
- Charassognathus